# 彼得·蔡德勒
彼得·蔡德勒（德語：Peter Zeidler，1962年8月8日—）是德国前足球运动员及现任足球教练，自2024-25赛季起担任德甲俱乐部波鸿的主教练。

## 执教生涯
蔡德勒的教练生涯始于斯图加特的青训部门，他从1984年到1992年在那里任教。之后他转投蒂宾根03担任球员兼教练，并率队两度从行政区联赛升入符腾堡足球协会联赛，继而在1998年重返斯图加特担任助理教练之前，也曾以球员兼教练身份在伯宾根（TSV Böbingen）效力了两年。2000年，蔡德勒转会至阿伦，先是司职助理教练，然后从2002年至2004年期间担任主教练。他于2005年出任纽伦堡二队主教练，2007年又短暂执教斯图加特踢球者，直到2008年加入霍芬海姆1899担任助理教练，师从时任主教练拉尔夫·朗尼克。继2011-12赛季在法乙的图尔执教一年后，由于朗尼克转会到奥超俱乐部萨尔茨堡红牛担任体育总监，他便将蔡德勒带到了红牛的卫星俱乐部利菲林。蔡德勒立即率队夺得西部地区联赛（第三级）冠军，并在附加赛中战胜林茨后升入奥乙。
2015年6月22日，蔡德勒接替阿迪·许特尔出任萨尔茨堡红牛主教练。但新赛季尚未过半，他便于同年12月3日被托马斯·莱奇取代，之后由奧斯卡·加西亞接任。
蔡德勒于2016年8月22日被任命为瑞士超俱乐部锡永的新任主教练，继而于2017年4月底遭解职。2017年7月，他又获法乙俱乐部索肖聘为主教练，之后蔡德勒回到瑞士，自2018-19赛季起执教圣加仑。
至2024-25赛季，蔡德勒成为德甲俱乐部波鸿的主教练。